# Akodon spegazzinii
Akodon spegazzinii es una especie de roedor de la familia Cricetidae. Habita en pastizales y bosques situados entre 400 y 3500 m s. n. m.
Se reproduce durante todo el año.

## Distribución geográfica
Se encuentra solo en el noroeste de Argentina.